# Трешњевица (Калиновик)
Трешњевица је насељено мјесто у општини Калиновик, Република Српска, БиХ. Према попису становништва из 1991. у насељу је живјело 44 становника. Према попису становништва из 2013. у насељу је живјело 8 становника.

## Географија
Трешњевица се налази на надморској висини од 1035 метара у јуозападном дијелу Општине Калиновик.

## Становништво
| Националност | 1991. |
| Срби         | 42    |
| Муслимани    | 2     |
| Укупно       |       |

| Демографија | Демографија | Демографија |
| Година      | Становника  | Становника  |
| ----------- | ----------- | ----------- |
| 1961.       | 394         |             |
| 1971.       | 319         |             |
| 1981.       | 125         |             |
| 1991.       | 44          |             |
| 2013.       | 8           |             |